# ستيم وورلد بيلد
ستيم وورلد بيلد هي لعبة فيديو بناء المدن تم تطويرها بواسطة The Station ونشرتها Thunderful Publishing . هي جزء من سلسلة ستيم وورلد ، تم إصدار اللعبة لأجهزة الكمبيوتر التي تعمل بنظام Windows وNintendo Switch وPlayStation 4 وPlayStation 5 وXbox One وXbox Series X وSeries S في ديسمبر 2023.

## طريقة اللعب
ستيم وورلد بيلد هي لعبة تجمع بين عناصر بناء المدن وإدارة الموارد والدفاع عن الأبراج. في الجزء الأول من اللعبة، يقع على عاتق اللاعبين مهمة البناء وإدارة بلدة على كوكب غريب. وهذا يشمل بناء الطرق والبنية التحتية والخدمات والمنازل لسكان البلدة. يحتاج اللاعبون أيضًا إلى تلبية احتياجات سكان المدينة والحفاظ على معدلات سعادتهم. مع تقدم اللاعب، سيتمكن من فتح المباني والتقنيات الجديدة، بالإضافة إلى ترقية القوى العاملة لديه. يتم قياس تقدم البلدة من خلال المعالم، والتي يتم تحديدها من خلال إجمالي عدد سكان البلدة.

## روابط خارجية
- الموقع الرسمي